# Štrukovec
Štrukovec – wieś w Chorwacji, w żupanii medzimurskiej, w mieście Mursko Središće. W 2011 roku liczyła 339 mieszkańców.